# Safonovka (oblast de Koursk)
Safonovka (en russe : Сафоновка) est un village du selsoviet de Cheptoukhovka du raïon de Korenevo dans l'oblast de Koursk, en Russie. Sa population s'élevait à 115 habitants au recensement de 2021.

## Géographie
Le village de Safonovka se situe dans l'oblast de Koursk, un oblast de la partie européenne de la Russie. Le village fait partie du raïon de Korenevo, avec Korenevo comme centre administratif. Il se trouve dans le selsoviet de Cheptoukhovka, une municipalité, avec le village de Cheptoukhovka comme chef-lieu.

## Démographie
Recensements (*) et estimations de la population :
| 2002 * | 2010* | 2021* | - |
| ------ | ----- | ----- | - |
| 234    | 186   | 115   | - |